# The American Historical Review
The American Historical Review (A Revisão Histórica da América) é a publicação oficial da American Historical Association (Associação Histórica Americana). Ela tem como alvo os leitores interessados em todos os períodos e as facetas da história. Ela é amplamente considerada como a revista premier da história americana no mundo, e é também altamente respeitada como um jornal histórico geral.

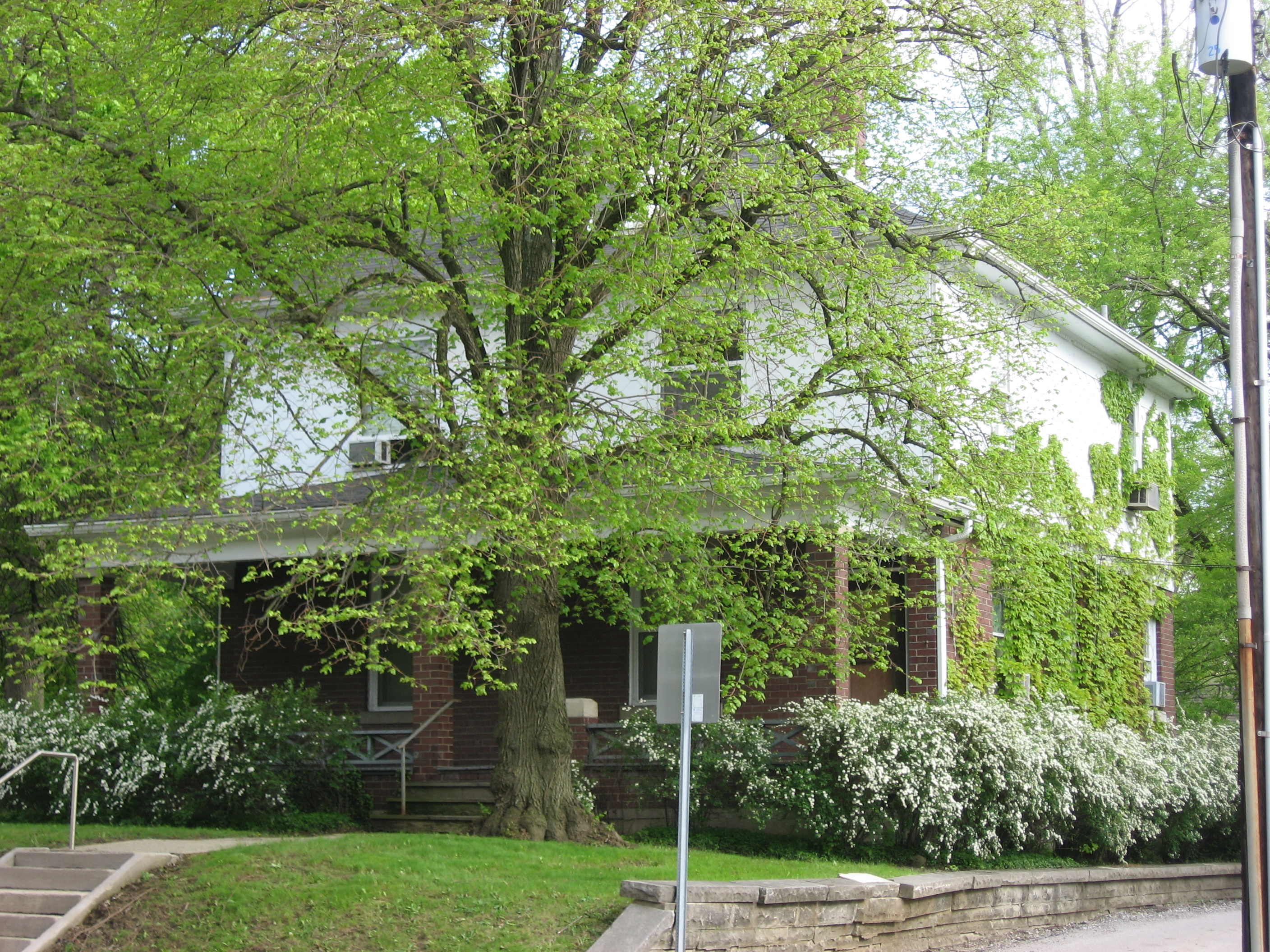
O escritório do jornal em Bloomington

Foi criada em 1895 como um esforço conjunto entre o Departamento de História da Universidade de Cornell e sua contraparte em Harvard, segundo o modelo do The English Historical Review e o francês Revue Historique, "Para a promoção dos estudos históricos, a recolha e preservação de documentos históricos e artefatos, bem como a divulgação da pesquisa histórica."
A revista é publicada em fevereiro, abril, junho, outubro e dezembro como uma publicação acadêmica em forma de livro com trabalhos de pesquisa e resenhas de livros, entre outros itens (cada problema normalmente ocupa cerca de 400 páginas). A cada ano, cerca de 25 artigos de revisão e ensaios e 1.000 resenhas de livros são publicados.
As redações estão localizadas na Universidade Bloomington em Indiana, onde uma pequena equipe produz a publicação, sob a orientação de um conselho consultivo de 12 membros. A partir da edição de outubro de 2007 até 2011, a revista foi publicada pela University of Chicago Press. Em setembro de 2011, foi anunciado que a revista seria publicada pela Oxford University Press, a partir de 2012.